# Cezary Kulesza (prawnik)
Cezary Kulesza – polski prawnik, dr hab. nauk prawnych, adwokat, profesor zwyczajny i kierownik Katedry Postępowania Karnego Wydziału Prawa Uniwersytetu w Białymstoku.

## Życiorys
Obronił pracę doktorską, 26 maja 1997 habilitował się na podstawie pracy zatytułowanej Rola pokrzywdzonego w procesie karnym w świetle ustawodawstwa i praktyki wybranych krajów zachodnich. W l. 1992-93 stypendysta Fulbrighta na Villanova University (USA). 19 kwietnia 2007 nadano mu tytuł profesora w zakresie nauk prawnych. Został zatrudniony na stanowisku profesora w Katedrze Prawa Karnego na Wydziale Prawa Uniwersytetu w Białymstoku i w Katedrze Prawa Karnego Wyższej Szkole Przedsiębiorczości i Zarządzania im. Leona Koźmińskiego.
Jest profesorem zwyczajnym i kierownikiem Katedry Postępowania Karnego Wydziału Prawa Uniwersytetu w Białymstoku.
Przez wiele lat członek Komisji Dyscyplinarnej ds. nauczycieli akademickich przy Radzie Głównej Nauki i Szkolnictwa Wyższego.
W 2021 odznaczony Srebrnym Krzyżem Zasługi.